# Општина Орашу Ноу (Сату Маре)
Орашу Ноу (рум. Oraşu Nou) општина је у Румунији у округу Сату Маре.
Oпштина се налази на надморској висини од 149 m.